# 米庫利奇 (基輔州)
50°34′32″N 30°4′12″E / 50.57556°N 30.07000°E
米庫利奇（烏克蘭語：Микуличі）是位於烏克蘭北部的村莊，由基辅州布恰区的內米沙耶韋市鎮負責管轄。該村始建於1415年，面積31平方公里，海拔高度155米，2001年該城鎮人口2,543。